# Кавенчин (Торунський повіт)
Кавенчин (пол. Kawęczyn, нім. Plagenfeld) — село в Польщі, у гміні Оброво Торунського повіту Куявсько-Поморського воєводства.
Населення — 515 осіб (2011).
У 1975-1998 роках село належало до Торунського воєводства.

## Демографія
Демографічна структура станом на 31 березня 2011 року:
|          | Загалом | Допрацездатний вік | Працездатний вік | Постпрацездатний вік |
| -------- | ------- | ------------------ | ---------------- | -------------------- |
| Чоловіки | 270     | 53                 | 198              | 19                   |
| Жінки    | 245     | 50                 | 154              | 41                   |
| Разом    | 515     | 103                | 352              | 60                   |